# Perdón Celestiniano
El Perdón Celestiniano (en italiano, Perdonanza Celestiniana) es una celebración histórico-religiosa que se realiza en la ciudad de L'Aquila, Italia, cada año el 28 y 29 de agosto. Es un jubileo anual católico creado con la bula del perdón por el papa Celestino V en 1294 y se realiza en la basílica de Santa Maria di Collemaggio. Ha sido inscrito por la Unesco Patrimonio Cultural Inmaterial de la Humanidad en el año 2019 en su lista representativa.